# Tomas Granlind
Hans Tomas Chuly Granlind, född 4 augusti 1978, är en svensk platinumcertifierad musikproducent och filmregissör som varit aktiv sedan 1999. Granlind har arbetat med artister som Darin Zanyar, Dr Alban, Agnes Carlsson. Brian Litrell (Backstreet boys). W-inds (Japan). Part six (Tyskland). 
Granlind skrev och producerade tillsammans med Darin och George Samuelsson Darins internationellt sett största låt Want ya. Låten Want ya tolkades år 2012 av Maja Ivarsson (The sounds)
Tillsammans med kollegan Jonas Karlsson driver han produktionsbolaget Centercourt Music AB.
Tomas Granlind är grundaren av bandet Riot Child fd Monday Riot som år 2013 blev upptäckta och signerade i USA av Jeff Blue Producenten bakom (linkin park, macy gray, limb bizkit)  
Granlind skrev och regisserade långfilmen Stockholmveckan (2015) tillsammans med Amanda Nordelius en komedi som distribueras av Sf.   